# Karl-Adolf Hollidt
Karl-Adolf Hollidt (n. 28 aprilie 1891, Speyer, Imperiul German – d. 22 mai 1985, Siegen, RFG) a fost un general-colonel german din Wehrmacht, care a îndeplinit funcții de comandă în timpul celui de-al Doilea Război Mondial. A comandat Armata a 6-a Germană (6 martie 1943 - 25 martie 1944), după capitularea feldmareșalului Friedrich Paulus, și a fost decorat cu Crucea de Cavaler al Crucii de Fier cu frunze de stejar. Ulterior a fost acuzat de implicare în crimele de război săvârșite de Wehrmacht și a fost condamnat la cinci ani de închisoare.

## Biografie

### Tinerețea
S-a născut în anul 1891 în orașul Speyer, ca fiu al profesor de limbi străine la Gimnaziul Umanist din Speyer, și a urmat studiile primare și secundare în orașul natal. În 1909, după absolvirea studiilor, s-a înrolat în Regimentul 117 Infanterie „Großherzogin” (3. Großherzoglich Hessisches) și în anul următor a fost numit Leutnant (locotenent) în compania a III-a a acelui regiment.

### Primul Război Mondial
În timpul Primului Război Mondial, Hollidt a slujit pe Frontul de Vest, fiind avansat la gradul de Oberleutnant în 1915 și la gradul de Hauptmann (căpitan) în 1918. A fost decorat cu Crucea de Fier cl. a II-a (9 septembrie 1914) și cl. I (18 octombrie 1916).

### Perioada interbelică
Avea gradul de căpitan la momentul armistițiului, iar după armistițiu a fost acceptat ca unul dintre cei 2.000 de ofițeri în noul Reichswehr (forțele armate ale Republicii de la Weimar), unde a avansat treptat constant în rang. Începând din 1919, Hollidt a slujit ca ofițer adjutant în Regimentul 15 Infanterie din Gießen. În perioada 1922-1923 a urmat cursuri de pregătire ca ofițer de stat major în cadrul Ministerului Apărării. După ce a lucrat în statul major al Infanterieführers III (Potsdam) Hollidt a fost șef de companie în Regimentul 12 Infanterie din Zerbst și a fost avansat la gradul de maior la 1 februarie 1930. A predat apoi în perioada 1931-1933 cursuri de tactică la școala de ofițeri a Districtului Militar V din Stuttgart.
După avansarea la gradul de Oberstleutnant (locotenent-colonel) la 1 februarie 1933, a devenit comandant de batalion în Regimentul 12 Infanterie din Dessau. Hollidt a fost avansat în 1935 la gradul de Oberst (colonel) și numit șef al Statului Major al Corpului I Armată (I. Armeekorps) cu garnizoana la Königsberg. La 1 aprilie 1938 a devenit general-maior și a comandat în perioada următoare regimentele de infanterie 57, 116 și 136.

### Al Doilea Război Mondial
În 26 august 1939, înaintea începerii celui de-al Doilea Război Mondial, Hollidt a fost numit în funcția de comandant al Diviziei 52 Infanterie, dar, după doar câteva zile la comandă, a fost transferat în 8 septembrie ca șef al Statului Major al Armatei a 5-a. Unitatea sa a fost desființată după încheierea ocupării Poloniei, iar generalul Hollidt a devenit la 1 noiembrie 1939 șeful de stat major al comandantului-șef al Poloniei ocupate, generalul Johannes Blaskowitz. A fost avansat la 1 aprilie 1940 la gradul de Generalleutnant (general-locotenent) și mutat pe 15 mai 1940 pe Frontul de Vest ca șef al Statului Major al Armatei a 9-a, tot sub comanda generalului Blaskowitz.
În 25 octombrie 1940 a fost numit comandant al Diviziei 50 infanterie, cu care a participat în campania împotriva Greciei în primăvara anului 1941 și în campania împotriva Uniunii Sovietice începând din iunie 1941, ca parte componentă a Corpului LIV Armată din Grupul de Armate Sud (Heeresgruppe Süd). A mărșăluit până la 20 iulie, împreună cu Corpul III Armată Român, prin Basarabia până la Tiraspol. Generalul Hollidt a fost decorat pe 19 septembrie 1941 cu Ordinul „Mihai Viteazul” cl. III-a „pentru destoinicia, devotamentul și bravura personală de care au dat dovadă în luptele contra bolșevicilor în colaborare cu trupele române”. După trecerea Nistrului Divizia 50 Infanterie s-a îndreptat către Peninsula Crimeea, ducând lupte grele pentru ocuparea orașului Sevastopol.
Promovat General der Infanterie, Hollidt a comandat apoi Corpul XVII Armată (XVII. Armeekorps) în perioada 23 ianuarie - 2 aprilie 1942 și, după un stagiu scurt la comandă al generalului Karl Strecker, din nou în perioada 12 iunie - 7 decembrie 1942. Corpul XVII Armată a fost integrat la 23 noiembrie 1942, împreună cu alte divizii și corpuri de armată germane și române, în Detașamentul Hollidt (Armeeabteilung Hollidt), care a fost plasat sub comanda generalului Hollidt (23 noiembrie 1942 - 6 martie 1943). Detașamentul Hollidt urma să ia parte la Operațiunea Wintergewitter, încercarea de salvare a Armatei a 6-a Germane (comandate de generalul Friedrich Paulus), care era înconjurată în orașul rus Stalingrad. După capitularea de la Stalingrad, Armata a 6-a a fost reconstituită la 6 martie 1943 sub comanda generalului Hollidt. El a fost avansat la 1 septembrie 1943 la gradul de Generaloberst (general-colonel). Armata a 6-a a suferit pierderi mari în timpul retragerii din zona ei de operațiuni de la nord de Nipru. La 25 martie 1944 generalul Hollidt a fost înlocuit la comanda Armatei a 6-a cu generalul Sigfrid Henrici și trecut în rezerva de comandanți militari (Führerreserve).
În faza finală a războiului, generalul Hollidt a fost activ în perioada februarie-aprilie 1945 în calitate de consilier militar al Gauleiter-ului NSDAP.

### Perioada postbelică
În 1945 generalul Karl-Adolf Hollidt a fost luat prizonier de forțele americane. A fost judecat în Procesul înalților comandanți militari de la Nürnberg (1947-1948), fiind acuzat atât de crime de război, cât și de infracțiuni care nu aveau legătură cu războiul. Hollidt a fost găsit vinovat de folosirea ilegală a prizonierilor de război și de deportarea și înrobirea civililor și a fost condamnat la 28 octombrie 1948 la o pedeapsă de cinci ani de închisoare, pe care urma să o îndeplinească în penitenciarul pentru criminali de război din Landsberg. A fost eliberat împreună cu alți criminali de război naziști la 22 decembrie 1949, după mai puțin de 14 luni de închisoare, în contextul Războiului Rece și al formării blocurilor militare rivale. Aceste evoluții politice internaționale au provocat așa-numita „amnistie de Crăciun”, care a intrat în vigoare la sfârșitul anului fondator al Republicii Federale Germania.
Hollidt a fost președinte, apoi președinte de onoare al filialei locale Renania de Nord - Westfalia a Asociației repatriaților, prizonierilor de război și persoanelor dispărute din Germania. A fost un membru de frunte al comunității evanghelice. A murit în 1985 la Siegen și a fost înmormântat în orașul său natal Speyer.

## Decorații
- Crucea de Fier
  - cl. a II-a (9 septembrie 1914)[10][11]
  - cl. I (18 octombrie 1916)[10][11]
- Medalia de onoare a Marelui Ducat Hessa[11]
- Insigna neagră pentru răniți (1918)[11]
- Crucea de onoare a Războiului Mondial 1914/1918
- Medalia pentru serviciu îndelungat în Wehrmacht, cl. a IV-a - I-a
- Crucea de Fier cu barete (1939)
  - cl. a II-a (30 mai 1940)[10]
  - cl. I (7 iunie 1940)[10]
- Ordinul Militar „Mihai Viteazul” cl. III-a (19 septembrie 1941)[4]
- Medalia Frontului Răsăritean 1941/1942
- Insigna Crimeea
- Crucea de Cavaler al Crucii de Fier cu frunze de stejar[12]
  - Crucea de Cavaler (8 septembrie 1941) în calitate de Generalleutnant și comandant al Diviziei 50 Infanterie[13]
  - Frunze de stejar (brevetul 239 din 17 mai 1943) ca General der Infanterie și comandant al Armatei a 6-a  [14]
- Menționat în buletinul radiofonic zilnic Wehrmachtbericht (4 august 1943)

## Legături externe
- en  US Military Tribunal Nuremberg (1948). „High Command Trial, Judgment of 27 October 1948” (PDF). Accesat în 30 mai 2016.
- en  Karl-Adolf Hollidt pe TracesOfWar.com
- de  Karl-Adolf Hollidt în Lexikon der Wehrmacht
- en  Karl-Adolf Hollidt pe generals.dk